# Nocarodes schelkovnikovi
Nocarodes schelkovnikovi is een rechtvleugelig insect uit de familie Pamphagidae. De wetenschappelijke naam van deze soort is voor het eerst geldig gepubliceerd in 1918 door Uvarov.